# オデッサ戦車

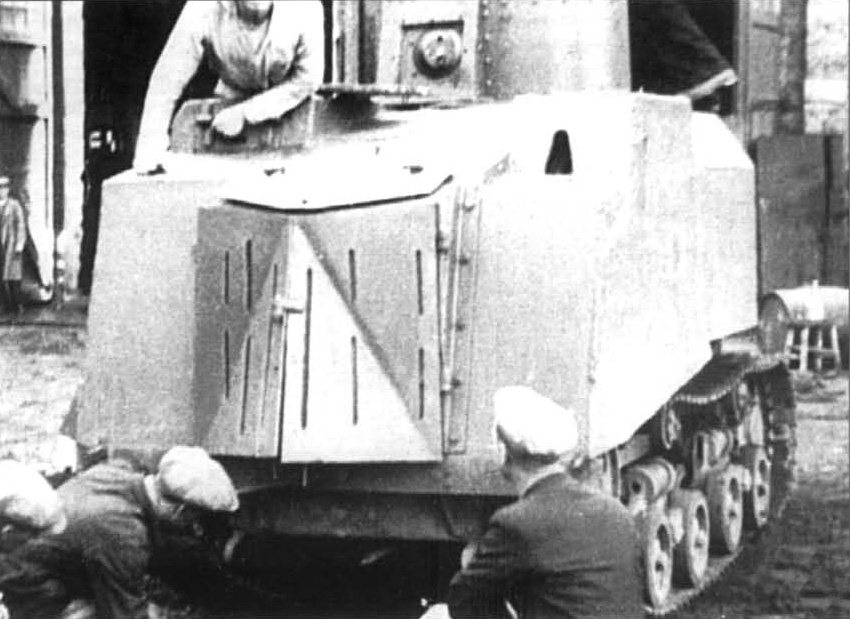
オデッサ戦車

オデッサ戦車（オデッサせんしゃ）は、ソビエト連邦の「戦車」（装甲車、トラクター・タンク）である。NIタンクもしくはTerorrタンクとも呼ばれる。

## 概要
本車は農業用トラクター（STZ-5トラクター）に装甲板と機銃や軽量な対戦車砲などを取り付けた即席の装甲車両である。
独ソ戦序盤に多くの装甲車両を失ったうえにそれらの生産工場の疎開を余儀なくされ、目前に迫るドイツ国防軍に対し、装甲車両の投入が間に合わず、前線にてその場凌ぎで作られた。製造および実戦投入は、現ウクライナ・オデッサで行われた。

## 生産と実戦

1 装甲された車体、2 側面装甲板、3 機関室、4 銃塔、5 フェンダー、6 排障器、7 機関銃防楯、8 DShK機関銃、9 フック、10 雑具箱、11 排気管、12 車体ビーム、13 車体前面、14 牽引用接続具、15 誘導輪、16 支持輪、17 起動輪、18 転輪、19 DT機関銃

既存のトラクターに多少手を加えたに過ぎないため、生産は容易であり、68輌が生産された。
とはいえ、その分構造的に相当無理をしている感じは否めない。速度は7km/hしか出ず、元々戦闘用ではない車体に装甲や兵器を搭載して無理矢理動かしており、稼動の度に酷い騒音が生じた。
搭載兵器はDT機銃の他、1-K 37mm対戦車砲、19-K 45mm対戦車砲などまちまちであった。
しかし実戦に投入されると、いざ侵攻してきたルーマニア陸軍は本車の存在に驚き、一部の部隊を後退させることに成功した。元より本車は生産後も戦闘よりも敵軍に重戦車のように見せての威嚇、擬装が主目的であったため、限定的には目的を達成したと言える。
装甲はトラクターの馬力を辛うじて妨げないレベルのものであったが、小火器程度であれば耐えることが出来た。さらに包囲戦での主敵たるルーマニア軍には対戦車火器が不足しており、本車の存在は十二分に脅威となった。
そのため、ルーマニア軍は数少ない戦車部隊をオデッサ包囲戦に投入することとなり徒に戦車部隊の損耗を拡大させてしまう結果となった。